# Ferdinando Taxis
Ferdinando Vincenzo Taxis Bordogna Valnigra (Trento, 22 gennaio 1756 – Trento, 3 febbraio 1824) è stato un presbitero e collezionista mineralogico italiano.
Esponente della famiglia Taxis Bordogna Valnigra, fu deputato alla Dieta di Innsbruck, reggente capitolare del principato vescovile di Trento e Ispettore aggiunto alle miniere del Regno d'Italia napoleonico.

## Biografia

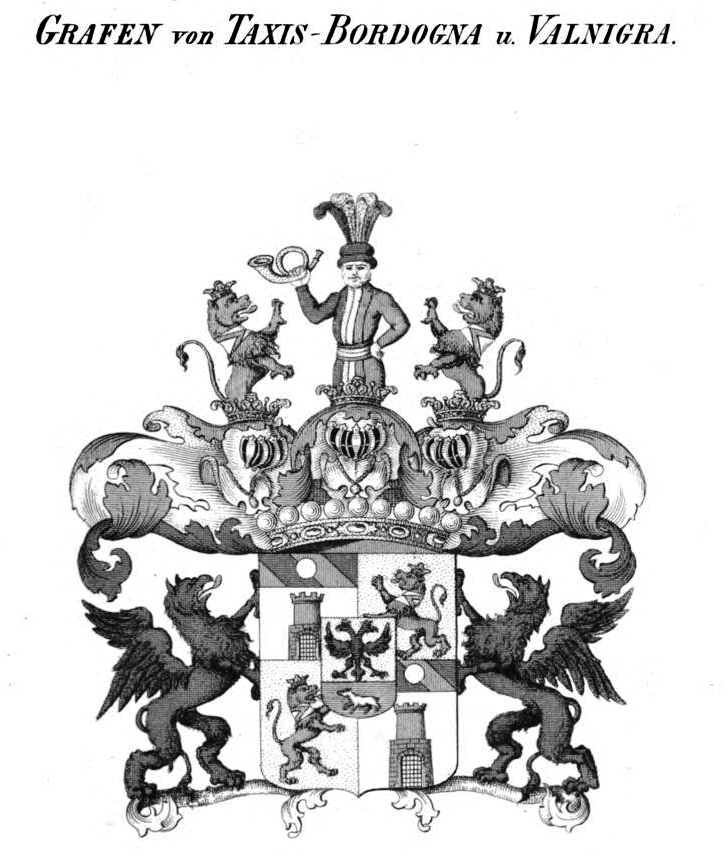
Stemma della famiglia Taxis-Bordogna-Valnigra

Nato a Trento il 22 gennaio 1756, Ferdinando Vincenzo Taxis (o de Taxis) Bordogna Valnigra era il più giovane degli undici figli del barone Giovanni Francesco Taxis, che dirigeva le Poste di Trento (la famiglia Tasso-Bordogna-Valnigra è un ramo della famiglia Tasso, che ebbe un ruolo fondamentale nella diffusione del servizio postale in Europa) e della baronessa Anna Barbara Crosina.
Ferdinando Vincenzo divenne sacerdote e, a diciotto anni, canonico della Cattedrale di Trento. Fu inoltre deputato alla Dieta di Innsbruck e membro amministrativo dell'Ufficio postale di Trento (che per un certo periodo diresse in sostituzione del nipote).
Fra 1801 e 1802, durante l'assenza da Trento del principe vescovo Emanuele Maria Thun, fu reggente capitolare del principato vescovile assieme Sigismondo Antonio Manci e Giovanni Francesco Spaur.
Fin da giovane appassionato di mineralogia, il Regno d'Italia napoleonico lo nominò Ispettore onorifico del Dipartimento dell'Alto Adige e Ispettore aggiunto alle miniere del Regno. In quegli anni mise insieme una raccolta mineralogica, e organizzò delle raccolte private accessibili in qualche misura al pubblico, ma probabilmente non un museo vero e proprio. 
Morì a Trento il 3 febbraio 1824 all'età di 68 anni. La sua raccolta fu proseguito da don Antonio Scutelli, da cui il nome collezione Taxis – Scutelli, che entrò a far parte prima del patrio Museo trentino dell'Istituto sociale, poi del Museo civico annesso alla Biblioteca comunale e infine nel 1922 del Museo civico di storia naturale di Trento, oggi MUSE.